# Adel Al Toraifi
Adel Al Toraifi (arabe : عادل الطريفي), né en 1979, est un journaliste et homme politique saoudien, ministre de la Culture et de l'Information de l'Arabie saoudite de janvier 2015 à avril 2017.

## Biographie
En 2008, Adel Al Toraifi est diplômé d’un master en études des conflits internationaux de l’université Kingston à Londres. En 2012, il termine son doctorat en relations internationales de l’École d'économie et de sciences politiques de Londres.
Au début des années 2000, Adel Al Toraifi commence sa carrière comme éditorialiste et commentateur dans des journaux arabes et étrangers comme Al Riyah, Al-Watan et Asharq al-Awsat. En 2010, il devient le rédacteur en chef de The Majalla et lance la version numérique du site en trois langues (arabe, persan et anglais). En 2012, il devient également rédacteur en chef adjoint, puis rédacteur en chef de Asharq al-Awsat,
En 2014, il quitte Asharq Al-Awsat puis rejoint la chaîne de télévision Al-Arabiya en tant que directeur général adjoint, et le 22 novembre 2014, il est nommé directeur général de Al Arabiya News Channel succédant à d'Abdulrahman Al Rashed.
Le 29 janvier 2015, Adel Al Toraifi est nommé ministre de la Culture et de l'Information d’Arabie saoudite.  Sa nomination s'inscrit dans le déploiement du plan Vision 2030 amené par le prince Mohammed ben Salmane Al Saoud. Adel Al Toraifi amorce la création de la ville des médias, permettant de soutenir la production audiovisuelle locale et stimuler les investissements du secteur. Son mandat prend fin le 22 avril 2017.